# 도덕재무장

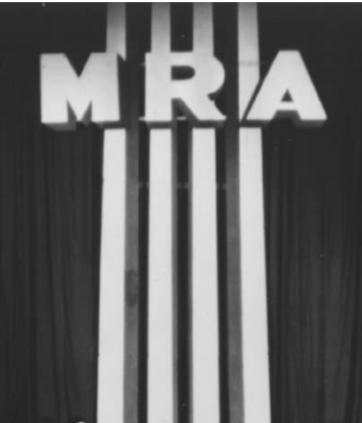

도덕재무장(Moral ReArmament, MRA)은 도덕적 재생을 실천하는 단체이다. 미국의 루터파 교회 목사인 부크만이 영국의 케딕크 집회에 참석, 영적인 체험을 얻고 귀국하여 학생전도에 전심, 1921년에는 해외전도로서 옥스퍼드의 학생집회에서 큰 감명을 주게 되었던 탓으로 옥스퍼드 그룹 운동이라는 이름이 붙게 되었다.
절대정직(絶對正直)·절대순결(絶對純潔)·절대무사(絶對無私)·절대애(絶對愛)를 목표로 몇 사람이 한 조가 되어 스스로의 죄를 고백하고 서로를 증언함으로써 도덕적인 재생을 이룩하자는 것. 이러한 운동은 구미제국(歐美諸國)의 기독교계에 널리 퍼지게 되어 처음에는 개인적이고 기독교적이던 것이 1938년에는 M.R.A.로 개칭하고 사회적·정치적인 면에도 운동을 확대해 나갔다. 스위스에 본부를 두고 매년 이곳에서 세계대회를 연다.